# Quinapondan
Quinapondan è una municipalità di quinta classe delle Filippine, situata nella Provincia di Eastern Samar, nella Regione del Visayas Orientale.
Quinapondan è formata da 25 baranggay:
- Alang-alang
- Anislag
- Bagte
- Barangay No. 1 (Pob.)
- Barangay No. 2 (Pob.)
- Barangay No. 3 (Pob.)
- Barangay No. 4 (Pob.)
- Barangay No. 5 (Pob.)
- Barangay No. 6 (Pob.)
- Barangay No. 7 (Pob.)
- Buenavista
- Caculangan
- Cagdaja

- Cambilla
- Cantenio
- Naga
- Paco
- Palactad (Valley)
- Rizal (Pana-ugan)
- San Isidro
- San Pedro
- San Vicente
- Santa Cruz (Loro Diyo)
- Santa Margarita
- Santo Niño